# Lennard Maloney
Lennard Patrick Maloney (ur. 8 października 1999 w Berlinie) – amerykański piłkarz pochodzenia niemieckiego występujący na pozycji defensywnego pomocnika lub środkowego obrońcy, reprezentant Stanów Zjednoczonych, od 2025 roku zawodnik niemieckiego Mainz 05.
Jego ojciec pochodzi ze Stanów Zjednoczonych, zaś matka z Niemiec.